# Østerbrokredsen
Østerbrokredsen er fra 2007 en opstillingskreds i Københavns Storkreds. I 1920-2006 fandtes der en væsentligt mindre opstillingskreds med samme navn i Østre Storkreds.
Den 8. februar 2005 var der 19.297 stemmeberettigede vælgere i den daværende kreds.
Kredsen rummede i 2005 flg. kommuner og valgsteder:
1. Københavns Kommune
  1. Nord
  2. Østerbro

I 2007 var der 50.809 stemmeberettigede i den nye kreds.

## Afstemningsområder[1]
- 1. Østerbro

Idrætshuset, Gunnar Nu Hansens Plads 7
- 1. Nord

Strandvejsskolen, Sionsgade 1
- 1. Syd

Remisen, Blegdamsvej 132
- 1. Øst

Skolen på Kastelsvej, Kastelsvej 58
- 1. Vest

Klostervængets skole, Biskop Krags Vænge 7
- 1. Nordvest

Kildevældsskolen, Bellmansgade 5A

## Folketingskandidater pr. 25/11-2018
| Liste | Parti                       | Kandidat | Bemærk                                                       |
| ----- | --------------------------- | --- | ------------------------------------------------------------ |
| A     | Socialdemokratiet           | Pernille Rosenkrantz-Theil |                                                              |
| B     | Radikale Venstre            | Mette Annelie Rasmussen |                                                              |
| C     | Det Konservative Folkeparti | Anne Hansen, Helle Bonnesen |                                                              |
| D     | Nye Borgerlige              | Aia Fog |                                                              |
| F     | Socialistisk Folkeparti     | |                                                              |
| I     | Liberal Alliance            | |                                                              |
| O     | Dansk Folkeparti            | Susanne Damsgaard |                                                              |
| V     | Venstre                     | Tommy Ahlers |                                                              |
| Ø     | Enhedslisten                | David Rønne |                                                              |
| Å     | Alternativet                | Uffe Elbæk, Carolina Magdalena Maier, Kåre Traberg Smidt, Jan Kristoffersen, Asbjørn William Ammitzbøll Flügge, Henrik Marstal, Jonathan Ries, Nina Svane-Mikkelsen, Shahzad Riaz, Rolf Bjerre, Mette Rose Nielsen | Er opstillet i alle opstillingskredse i Københavns Storkreds |